# Проходження Землі, видиме з Марса

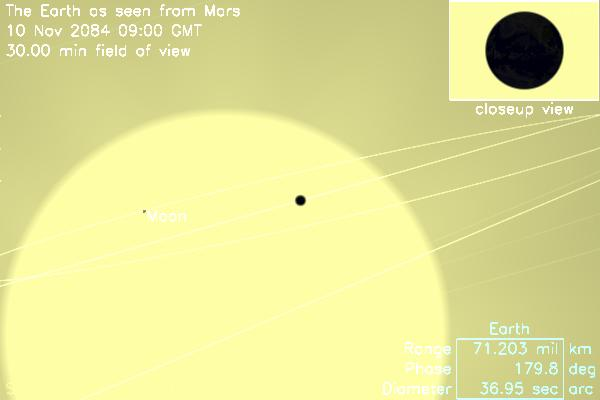
Проходження Землі та Місяця на фоні Сонця у 2084 році, яким його можна буде побачити з Марса. Зображення створене з використанням симулятора Сонячної системи — JPL Solar System Simulator

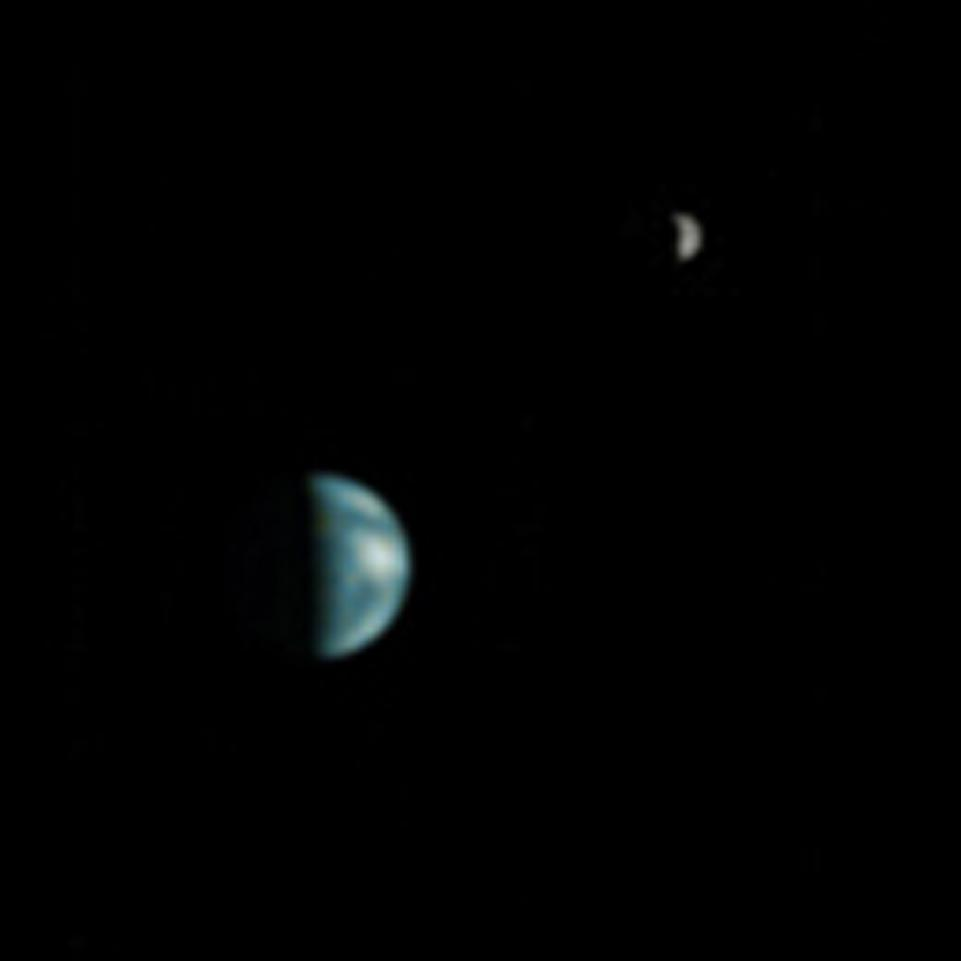
Земля та Місяць, видимі з Марса. Знімок виконаний апаратом Mars Global Surveyor

Проходження Землі, видиме з Марса, відбувається тоді, коли планета Земля проходить безпосередньо між Сонцем та Марсом (утворює з ними пряму лінію), затемнюючи при цьому невелику частину диска Сонця, видимого для спостерігача, який перебуває на поверхні Марса. Під час проходження Земля виглядала б з Марса як маленький темний диск, який переміщується на фоні Сонця. Такі проходження відбуваються кожні 26, 79 та 100 років, а також приблизно кожні 1000 років трапляється додаткове проходження із періодом у 53 роки.

## Поєднання
Проходження Землі, видимі з Марса, зазвичай відбуваються парами, коли одне проходження від іншого відділяє період у 79 років; зрідка така серія може налічувати й три таких явища. Крім того, серії проходжень відбуваються циклічно. Цикл становить 284 роки, а самі ці астрономічні явища трапляються з інтервалами у 100,5, 79, 25,5 та знову 79 років; якщо проходження Землі, видиме з Марса, припадає на певну дату, то зазвичай можна стверджувати, що наступна така подія відбудеться через 284 роки від цієї дати. Проходження, які відбуваються в той час, коли Марс перебуває у висхідному вузлі, припадають на травень, а якщо в цей момент Марс перебуває у низхідному вузлі, то вони припадають на листопад. Цей цикл досить близько співвідноситься зі 151 орбітальним витком Марса, 284 орбітальними витками Землі та 133 синодичними періодами, а також є аналогічним циклам проходжень Венери, видимих із Землі, які відбуваються з циклічністю у 243 роки (121,5 — 8 — 105,5 — 8). Зараз є чотири таких активних серії, в які входить від 8 до 25 проходжень. Нова має розпочатися у 2394 році. Останнє завершення одної з таких серій відбулося ще в 1211 році.

## Вид з Марса
Досі ще ніхто не бачив проходження Землі, яким воно виглядає з Марса. Наступне таке проходження має відбутись 10 листопада 2084 року. Остання така астрономічна подія трапилась 11 травня 1984 року.
Під час цього явища майже завжди разом із Землею на фоні Сонця можна побачити й Місяць, хоча, зважаючи на відстань між Землею та її супутником, буває, що одне тіло завершує проходження ще до того, як інше його розпочинає (таке трапилось під час проходження 1800 року, і трапиться знову у 2394 р.).

## Вид із Землі
Проходження Землі, видиме з Марса, відповідає досконалому й цілковитому освітленню кулі Марса («Марс у повні»), яке можна було б спостерігати із поверхні Землі завдяки протистоянню планет, при чому фаза Марса становить 180,0º без анінайменшого дефекту освітлення. Під час події 1879 року це дало Чарлзу Огастесові Янгу змогу зробити спробу точного вимірювання сплюснутості (стиснення при полюсах) Марса. Йому вдалося отримати значення, яке відповідає 1/219, або 0,0046. Це значення є близьким до сучасного — 1/154 (багато джерел можуть подавати дещо інші значення, наприклад, 1/193, оскільки різниця навіть у всього лише декілька кілометрів у вимірах полярного та екваторіального радіусів Марса даватиме цілковито відмінні результати).
Зовсім недавно були виконані значно якісніші вимірювання сплюснутості марсіанської кулі за допомогою земного радара. До того ж додаткові вимірювання були проведені з використанням штучних супутників, відправлених із Землі на навколомарсіанську орбіту. До таких супутників належать «Марінер-9», «Вікінг-1», «Вікінг-2», радянські орбітальні апарати, а також і останні сателіти, відправлені з Землі на Марс.

## У науковій фантастиці
Науково-фантастичне оповідання сера Артура Кларка під назвою «Проходження Землі» (англ. «Transit of Earth»), зображує приреченого астронавта на Марсі, і те, як він спостерігає проходження Землі у 1984 році. Це оповідання було вперше опубліковане у виданні журналу Playboy за 1971 рік.

## Дати проходжень
| 10 листопада 1595 р. | 5 травня 1621 р.  | 8 травня 1700 р.  | 9 листопада 1800 р.  |                   |
| 12 листопада 1879 р. | 8 травня 1905 р.  | 11 травня 1984 р. | 10 листопада 2084 р. |                   |
| 15 листопада 2163 р. | 10 травня 2189 р. | 13 травня 2268 р. | 13 листопада 2368 р. | 10 травня 2394 р. |
| 17 листопада 2447 р. | 13 травня 2473 р. | 16 травня 2552 р. | 15 листопада 2652 р. | 13 травня 2678 р. |

## Часткові та одночасні проходження
Іноді Земля під час проходження лише ледь «торкається» видимого диска Сонця. У цьому випадку можливо, що в певних точках на поверхні Марса буде видно повноцінне проходження, тоді як в інших — лише часткове (не буде видно половини або третини всього диску Землі). Останнє проходження такого типу відбулося 30 квітня 1211 року, а наступне відбудеться 27 листопада 4356 року. Існує також такий тип проходжень, при яких у певних точках марсіанської поверхні буде видно лише часткове проходження Землі на фоні Сонця, а в інших — його взагалі не буде видно. Останнє таке проходження трапилося 26 жовтня 664 року, а наступне трапиться вже аж 14 грудня 5934 року.
Одночасне проходження Венери й Землі, видиме з Марса, є вкрай рідкісним явищем, і має наступний раз трапитись аж у 571 471 році.